# Tournefortia macrostachya
Tournefortia macrostachya är en strävbladig växtart som beskrevs av Henry Hurd Rusby. Tournefortia macrostachya ingår i släktet Tournefortia och familjen strävbladiga växter. Inga underarter finns listade i Catalogue of Life.